# Carpenters' Hall

Carpenters' Hall em maio de 2015

Carpenters' Hall é o local de nascimento oficial da Commonwealth of Pennsylvania e um ponto de encontro importante no início da história dos Estados Unidos. Fica no Parque Histórico Nacional da Independência, na Filadélfia, Pensilvânia.
Concluído em 1775, o salão de reuniões de tijolos de dois andares foi construído e ainda é propriedade privada da Carpenters' Company of the City and County of Philadelphia, a mais antiga guilda de artesanato existente do país. O Primeiro Congresso Continental reuniu-se aqui em 1774 e aprovou e assinou a Associação Continental. Em junho de 1776, foi onde a Conferência Provincial da Pensilvânia declarou oficialmente a independência da Província da Pensilvânia do Império Britânico e estabeleceu a Commonwealth of Pennsylvania, mobilizou a milícia da Pensilvânia para a Guerra Revolucionária Americana, ocorreu também a Convenção Provincial da Pensilvânia (15 de julho - 28 de setembro de 1776) que emoldurou a Constituição da Pensilvânia de 1776 e permitiu que a Declaração de Independência dos Estados Unidos prosseguisse. Foi brevemente ocupado em 1777 pelo exército britânico durante a guerra.
O local foi designado Marco Histórico Nacional em 15 de abril de 1970. Em 30 de novembro de 1982, a Comissão Histórica e de Museus da Pensilvânia conseguiu aprovar a Assembléia Geral da Pensilvânia 166(R) HR180 para reconhecer "Carpenters' Hall como o local de nascimento oficial da Comunidade da Pensilvânia".

## Galeria
|  |  |

|  |  |  |